# Post Bop
Mit Post Bop (aus lat. post = nach und engl. Bop = Bebop; auch Postbop) wird von einem kleinen Teil der Jazzforschung rückblickend eine Stilart des Jazz bezeichnet, die auf der Grundlage der Errungenschaften von Bebop und Hardbop in der zweiten Hälfte der 1960er Jahre entstanden ist. Umgangssprachlich wird der Begriff teilweise ähnlich wie Neobop verwendet und auf einen großen Teil des Mainstream Jazz der letzten Jahrzehnte (bis hin zu Wallace Roney oder John Scofield) bezogen.
Herausgearbeitet wurden die stilistischen Merkmale des Post Bop erstmals 2008 von Jeremy Yudkin anhand des Albums Miles Smiles von Miles Davis. Kennzeichnend ist demnach ein Ansatz, der die Möglichkeiten des Modal Jazz und der erweiterten Harmonien aufnimmt, im Extremen abstrakt und intensiv ist und Raum schafft für rhythmische und klangliche Unabhängigkeit vom Schlagzeugspiel. Er erlaubt flexible Formen, strukturiertes Chorusspiel, melodische Variation ebenso wie freie Improvisation. Dieser Ansatz des Post Bop erwuchs aus dem Spiel unterschiedlicher Jazzformationen der frühen und mittleren 1960er Jahre, insbesondere den Bands von John Coltrane, Miles Davis und Charles Mingus.